# Finland op de Paralympische Zomerspelen 2020
Finland was een van de landen die deelnam aan de Paralympische Zomerspelen 2020 in Tokio, Japan.

## Medailleoverzicht
| Atletiek | Toni Piispanen     | 200 m, T51 (m)       | Goud   |  |  |
|          |                    |                      |        |  |  |
| Atletiek | Amanda Kotaja      | 100 m, T54 (v)       | Zilver |  |  |
| Atletiek | Toni Piispanen     | 100 m, T51 (m)       | Zilver |  |  |
| Atletiek | Leo Pekka Tahti    | 100 m, T54 (m)       | Zilver |  |  |
|          |                    |                      |        |  |  |
| Atletiek | Marjaana Heikkinen | Speerwerpen, F34 (v) | Brons  |  |  |

## Deelnemers en resultaten
(m) = mannen, (v) = vrouwen, (g) = gemengd 

### Atletiek

#### Baanonderdelen
| Atleet            | Onderdeel      | Series              | Series              | Finale              | Finale              |
| Atleet            | Onderdeel      | Resultaat           | Rang                | Resultaat           | Rang                |
| ----------------- | -------------- | ------------------- | ------------------- | ------------------- | ------------------- |
| Henry Manni       | 100 m, T34 (m) | Niet van toepassing | Niet van toepassing | 0:15.84             | 5e                  |
| Henry Manni       | 800 m, T34 (m) | 1:46.84             | 4e                  | 1:47.34             | 4e                  |
| Esa-Pekka Mattila | 100 m, T54 (m) | 0:14.71             | 15e                 | Niet gekwalificeerd | Niet gekwalificeerd |
| Toni Piispanen    | 100 m, T51 (m) | Niet van toepassing | Niet van toepassing | 0:20.68             | Zilver              |
| Toni Piispanen    | 200 m, T51 (m) | Niet van toepassing | Niet van toepassing | 0:36.81             | Goud                |
| Leo Pekka Tahti   | 100 m, T54 (m) | 0:13.81             | 1e                  | 0:13.85             | Zilver              |
| Leo Pekka Tahti   | 400 m, T54 (m) | 0:46.91             | 8e                  | Niet gekwalificeerd | Niet gekwalificeerd |
|                   |                |                     |                     |                     |                     |
| Amanda Kotaja     | 100 m, T54 (v) | 0:16.43             | 3e                  | 0:15.93             | Zilver              |
| Amanda Kotaja     | 400 m, T54 (v) | 0:57.70             | 9e                  | Niet gekwalificeerd | Niet gekwalificeerd |

#### Veldonderdelen
| Paralympiër        | Onderdeel            | Resultaat | Prestatie |
| ------------------ | -------------------- | --------- | --------- |
| Marjaana Heikkinen | Speerwerpen, F34 (v) | Brons     | 17.47     |

### Boogschieten
| Paralympiër   | Onderdeel                      | Kwalificatie | Kwalificatie | 1e ronde             | 2e ronde                    | 3e ronde                               | Kwartfinale                     | Halve finale         | (troost)Finale       | Rang |
| Paralympiër   | Onderdeel                      | Score        | Positie      | Tegenstander Uitslag | Tegenstander Uitslag        | Tegenstander Uitslag                   | Tegenstander Uitslag            | Tegenstander Uitslag | Tegenstander Uitslag | Rang |
| ------------- | ------------------------------ | ------------ | ------------ | -------------------- | --------------------------- | -------------------------------------- | ------------------------------- | -------------------- | -------------------- | ---- |
| Jere Forsberg | Individueel, Compound open (m) | 682          | 20e          | Bye                  | USA KJ Polish W met 145-143 | IRI Alisina Manshaezadeh W met 145-143 | SVK Marcel Pavlik V met 141-144 | Uitgeschakeld        | Uitgeschakeld        | 5e   |

### Paardensport
| Paralympiër         | Onderdeel                              | Resultaat | Prestatie |
| ------------------- | -------------------------------------- | --------- | --------- |
| Katja Karjalainen   | Dressuur, verplichte kür, graad I (g)  | 6e        | 71.893%   |
| Katja Karjalainen   | Dressuur, individuele kür, graad I (g) | 6e        | 74.640%   |
| Pia-Pauliina Reitti | Dressuur, verplichte kür, graad IV (g) | 12e       | 66.269%   |

### Schietsport
| Paralympiër | Onderdeel                         | Resultaat | Resultaat | Prestatie           | Prestatie           |
| Paralympiër | Onderdeel                         | Score     | Rang      | Score               | Rang                |
| ----------- | --------------------------------- | --------- | --------- | ------------------- | ------------------- |
| Jarko Mylly | 10 m luchtgeweer, liggend SH1 (g) | 625.3     | 41e       | Niet gekwalificeerd | Niet gekwalificeerd |
| Jarko Mylly | 50 m geweer, liggend SH1 (g)      | 615.2     | 15e       | Niet gekwalificeerd | Niet gekwalificeerd |

### Tafeltennis
| Paralympiër | Onderdeel           | Groepsfase                                     | Groepsfase                  | Groepsfase           | Positie | Finalefase           | Finalefase           | Finalefase           | Finalefase           | Plaats |
| Paralympiër | Onderdeel           | Wedstrijd I                                    | Wedstrijd II                | Wedstrijd III        | Positie | 1/8e finale          | Kwartfinale          | Halve finale         | Finale               | Plaats |
| Paralympiër | Onderdeel           | Tegenstander Uitslag                           | Tegenstander Uitslag        | Tegenstander Uitslag | Positie | Tegenstander Uitslag | Tegenstander Uitslag | Tegenstander Uitslag | Tegenstander Uitslag | Plaats |
| ----------- | ------------------- | ---------------------------------------------- | --------------------------- | -------------------- | ------- | -------------------- | -------------------- | -------------------- | -------------------- | ------ |
| Aino Tapola | Enkelspel, C1-2 (v) | BRA Catia Cristina da Silva Oliveira V met 1-3 | POL Dorota Buclaw V met 0-3 | Niet van toepassing  | 3e      | Niet gekwalificeerd  | Niet gekwalificeerd  | Niet gekwalificeerd  | Niet gekwalificeerd  | 9e     |

### Wielrennen

#### Weg
| Paralympiër   | Onderdeel              | Resultaat | Prestatie      |
| ------------- | ---------------------- | --------- | -------------- |
| Teppo Polvi   | Wegwedstrijd, H1-2 (m) | 7e        | + 1 ronde      |
| Teppo Polvi   | Tijdrit, H1 (m)        | 5e        | 56:29.24       |
| Harri Sopanen | Tijdrit, H1 (m)        | DNF       | Niet gefinisht |

### Zwemmen
| Atleet               | Onderdeel               | Series    | Series | Finale              | Finale              |
| Atleet               | Onderdeel               | Resultaat | Rang   | Resultaat           | Rang                |
| -------------------- | ----------------------- | --------- | ------ | ------------------- | ------------------- |
| Nader Khalili        | 100 m rugslag, S14 (m)  | 1:07.04   | 17e    | Niet gekwalificeerd | Niet gekwalificeerd |
| Leo Lahteenmaki      | 50 m vrije slag, S9 (m) | 0:26.64   | 14e    | Niet gekwalificeerd | Niet gekwalificeerd |
| Antti Antero Latikka | 100 m rugslag, S13 (m)  | 1:03.75   | 8e     | 1:04.21             | 7e                  |

Afghanistan · 
Algerije · 
Amerikaanse Maagdeneilanden · 
Angola · 
Argentinië · 
Armenië · 
Aruba · 
Australië · 
Azerbeidzjan · 
Bahrein · 
Barbados · 
Belarus · 
België · 
Benin · 
Bermuda · 
Bosnië en Herzegovina · 
Botswana · 
Brazilië · 
Bulgarije · 
Burkina Faso · 
Burundi · 
Cambodja · 
Canada · 
Centraal-Afrikaanse Republiek · 
Chili · 
China · 
Chinees Taipei · 
Colombia · 
Congo-Brazzaville · 
Congo-Kinshasa · 
Costa Rica · 
Cuba · 
Cyprus · 
Denemarken · 
Dominicaanse Republiek · 
Duitsland · 
Ecuador · 
Egypte · 
El Salvador · 
Estland · 
Ethiopië · 
Faeröer · 
Fiji · 
Filipijnen · 
Finland · 
Frankrijk · 
Gabon · 
Gambia · 
Georgië · 
Ghana · 
Griekenland · 
Groot-Brittannië · 
Guatemala · 
Guinee · 
Guinee‑Bissau · 
Haïti · 
Honduras · 
Hongarije · 
Hongkong · 
Ierland · 
IJsland · 
India · 
Indonesië · 
Irak · 
Iran · 
Israël · 
Italië · 
Ivoorkust · 
Jamaica · 
Japan · 
Jordanië · 
Kaapverdië · 
Kameroen · 
Kazachstan · 
Kenia · 
Kirgizië · 
Koeweit · 
Kroatië · 
Laos · 
Lesotho · 
Letland · 
Libanon · 
Liberia · 
Libië · 
Litouwen · 
Luxemburg · 
Madagaskar · 
Maleisië · 
Mali · 
Malta · 
Marokko · 
Mauritius · 
Mexico · 
Moldavië · 
Mongolië · 
Montenegro · 
Mozambique · 
Namibië · 
Nederland · 
Nepal · 
Nicaragua · 
Nieuw-Zeeland · 
Niger · 
Nigeria · 
Noord-Macedonië · 
Noorwegen · 
Oeganda · 
Oekraïne · 
Oezbekistan · 
Oman · 
Oostenrijk · 
Pakistan · 
Palestina · 
Panama · 
Papoea-Nieuw-Guinea · 
Peru · 
Polen · 
Portugal · 
Puerto Rico · 
Qatar · 
Roemenië · 
Russisch Paralympisch Comité ·
Rwanda · 
Saint Vincent en Grenadines · 
Samoa · 
Saoedi-Arabië · 
Sao Tomé en Principe · 
Senegal · 
Servië · 
Seychellen · 
Sierra Leone · 
Singapore · 
Slovenië · 
Slowakije · 
Somalië · 
Spanje · 
Sri Lanka · 
Syrië · 
Tadzjikistan · 
Tanzania · 
Thailand · 
Togo · 
Tonga · 
Trinidad en Tobago · 
Tsjechië · 
Tunesië · 
Turkije · 
Turkmenistan · 
Uruguay · 
Venezuela · 
Verenigde Arabische Emiraten · 
Verenigde Staten · 
Vietnam · 
Zimbabwe · 
Zuid-Afrika · 
Zuid-Korea · 
Zweden · 
Zwitserland
Paralympisch Vluchtelingen Team